# Shuanghuan SCEO
Das SUV-Modell Shuanghuan SCEO ist ein Produkt der chinesischen Shijiazhuang Shuanghuan Automobile Company. Hergestellt wurden diese Modelle zwischen 2005 und 2011 in der chinesischen Stadt Shijiazhuang in der Hebei-Provinz.
Mit dem Modell etablierte Shuanghuan sein erstes Crossover Utility Vehicle. Für das neue Modell verwendete Shuanghuan Stilelemente des aktuellen BMW X5 für das Heck sowie weitere Stilelemente des BMW 7er. So sieht das Heck des Plagiates exakt aus wie das des Originals. Die Front hingegen wich davon ab und enthält eingelassene Compact-Scheinwerfer und erscheint entsprechend eher eine Billigversion des X5 zu sein. Das ist auch der Grund, weshalb sich das Modell in der Volksrepublik China so gut verkaufen lässt. Die Qualität hingegen steht dem Original von BMW sehr weit nach.
Eine ähnliche Version produziert das Werk unter dem Namen Shuanghuan SCEO. Diese ist ausschließlich für den Export bestimmt. Um möglichen Kontroversen aus dem Weg zu gehen, veränderte Shuanghuan die Front dieses Fahrzeugs. Auch auf dem Exportmarkt machte sich dieses Modell rasch beliebt und sorgte so für den ersten internationalen Durchbruch des Herstellers. Die erste Ausstellung des Martin Motors CEO, dem offiziellen italienischen Schwestermodell, auf der Bologna Motor Show, sorgte bei BMW für Aufregung sowie die Initialisierung rechtlicher Schritte, welche zumeist ohne den erhofften Erfolg ausging. Nur in Deutschland konnte BMW den Vertrieb des Modells verbieten lassen.
Beide Modelle werden in drei verschiedenen Motorisierungen angeboten. Die Einsteigerversion stellt ein 2,4-Liter-Ottomotor mit einer Leistung von 82 kW. Die mittlere Version hingegen wird mit dem 2,8-Liter-TDI, welcher eine Leistung von 86 kW besitzt, ausgerüstet. Die Topversion stellt ein 2,8-Liter-Ottomotor mit 169 kW dar.
Durch einen Dauertest der Zeitschrift Auto Bild über 100.000 km wurden zahlreiche Mängel am CEO entdeckt. Die Zeitung kritisierte unter anderem qualitativ minderwertige Bremsanlagen, eine kaum funktionierende Elektronik, massive Korrosion sowie auch sonst eine sehr niedrige Materialqualität. Darüber hinaus bemängelten die Tester die schlechten Fahreigenschaften, da die Lenkung sich als sehr unpräzise und das Antiblockiersystem als unzuverlässig herausstellte. Als Fazit beschrieben die Tester den CEO als das schlechteste Auto der Welt. Die Produktion des Shuanghuan SCEO endete 2011.